# Zelimkhan Bakaev (futbolista)
Zelimkhan Dzhabrailovich Bakaev (Nazrán, 1 de julio de 1996) es un futbolista ruso. Juega de centrocampista y su equipo es el F. C. Lokomotiv Moscú de la Liga Premier de Rusia.

## Selección nacional
Debutó con la selección absoluta de Rusia el 13 de octubre de 2019 en el partido de clasificación para la Eurocopa 2020 contra Chipre que ganaron los rusos por 0 a 5.

## Clubes
| Club                             | País                   | Año       |
| -------------------------------- | ---------------------- | --------- |
| F. C. Spartak-2 Moscú            | Rusia                  | 2014-2018 |
| F. C. Spartak de Moscú           | Rusia                  | 2018-2022 |
| P. F. C. Arsenal Tula (préstamo) | Rusia                  | 2018-2019 |
| Zenit de San Petersburgo         | Rusia                  | 2022-2025 |
| Al-Wahda F. C. (préstamo)        | Emiratos Árabes Unidos | 2023-2024 |
| F. K. Jimki (préstamo)           | Rusia                  | 2024-2025 |
| F. C. Lokomotiv Moscú            | Rusia                  | 2025-     |

## Palmarés

### Títulos nacionales
| Título                                     | Club                     | País                   | Año     |
| ------------------------------------------ | ------------------------ | ---------------------- | ------- |
| Copa de Rusia                              | F. C. Spartak de Moscú   | Rusia                  | 2021-22 |
| Supercopa de Rusia                         | Zenit de San Petersburgo | Rusia                  | 2022    |
| Liga Premier de Rusia                      | Zenit de San Petersburgo | Rusia                  | 2022-23 |
| Supercopa de Rusia                         | Zenit de San Petersburgo | Rusia                  | 2023    |
| Copa de Liga de los Emiratos Árabes Unidos | Al-Wahda F. C.           | Emiratos Árabes Unidos | 2023-24 |